# فيتالي بتروف
فيتالي بتروف (بالأوكرانية: Петров Віталій Опанасович)‏ هو منافس ألعاب قوى أوكراني، ولد في 14 يناير 1938 في دونيتسك في أوكرانيا.